# Epigodromia rotunda
Epigodromia rotunda is een krabbensoort uit de familie van de Dromiidae. De wetenschappelijke naam van de soort is voor het eerst geldig gepubliceerd in 1993 door Colin L Mclay.